# ジョン・M・チュウ
ジョン・M・チュウ（Jon M. Chu, 1979年11月2日 - ）は、アメリカ合衆国の映画監督、映画プロデューサー。

## 来歴
1979年、アメリカ合衆国カリフォルニア州パロアルトに生まれる。
2008年、『ステップ・アップ2:ザ・ストリート』にて長編映画監督デビュー。
2018年、監督を務めた『クレイジー・リッチ!』がアジア人キャストの映画としては異例のヒットをアメリカで記録する。

## フィルモグラフィ

### 長編映画
| 年   | 題名                                                                           | 役割       |
| ---- | ------------------------------------------------------------------------------ | ---------- |
| 2008 | ステップ・アップ2:ザ・ストリート Step Up 2: The Streets                        | 監督       |
| 2010 | ステップ・アップ3 Step Up 3D                                                   | 監督       |
| 2011 | ジャスティン・ビーバー ネヴァー・セイ・ネヴァー Justin Bieber: Never Say Never | 監督       |
| 2013 | G.I.ジョー バック2リベンジ G.I. Joe: Retaliation                               | 監督       |
| 2013 | ジャスティン・ビーバーズ・ビリーヴ Justin Bieber's Believe                     | 監督       |
| 2015 | ジェム&ホログラムス Jem and the Holograms                                      | 監督・製作 |
| 2016 | グランド・イリュージョン 見破られたトリック Now You See Me 2                   | 監督       |
| 2018 | クレイジー・リッチ! Crazy Rich Asians                                          | 監督       |
| 2021 | イン・ザ・ハイツ In the Heights                                                | 監督       |
| 2024 | ウィキッド ふたりの魔女 Wicked                                                 | 監督       |
| 2025 | ウィキッド: フォー・グッド（原題） Wicked: For Good                            | 監督       |
| 2028 | Oh, the Places You’ll Go!                                                      | 共同監督   |
| TBA  | Britney Spears biopic Movie                                                    | 監督       |
| TBA  | Split Fiction                                                                  | 監督       |
| TBA  | Hot Wheels                                                                     | 監督       |

製作のみ
- ステップ・アップ4:レボリューション Step Up Revolution（2012年）- 製作総指揮
- ステップ・アップ5:アルティメット Step Up: All In（2014年）- 製作総指揮
- Step Up: Year of the Dance（2019年）

### 短編映画
- Silent Beats（2001年）- 監督・製作・脚本・音響・美術
- When the Kids Are Away（2002年）- 監督・製作

### テレビシリーズ
- The Legion of Extraordinary Dancers（2010年 - 2011年）- 監督・製作・脚本
- Good Trouble（2019年 - ）- 監督・製作・脚本